# Marnas

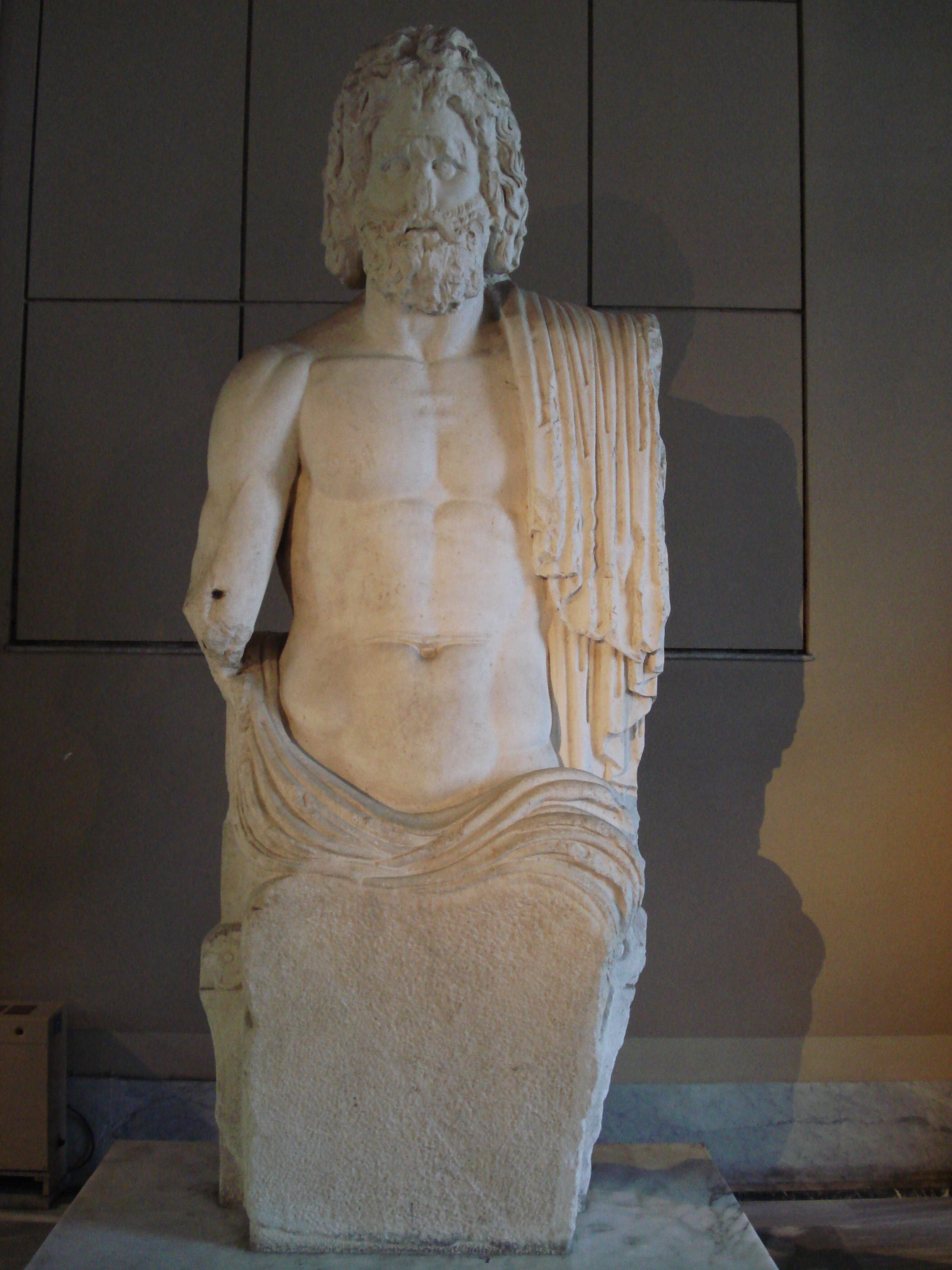
Statua colossale di Marnas, rappresentato come Zeus, di epoca romana rinvenuta a Gaza, Musei archeologici di Istanbul.

Marnas era una divinità maschile principale dell'antica città di Gaza 
Il nome Marnas è una perifrasi derivante dall'espressione aramaica Maran, in italiano Nostro Signore. Marnas era assimilato a Zeus. Sulle monete locali, coniate durante il regno di Adriano, è rappresentato come un giovane uomo nudo, avente le fattezze di Apollo, in compagnia della dea Artemide. Il suo culto a Gaza è attestato a partire dal II secolo a.C. Il suo tempio, uno tra i più importanti della città antica di Gaza, fu distrutto dagli imperatori cristiani nel IV secolo d.C.